# Meyer Werft Turku

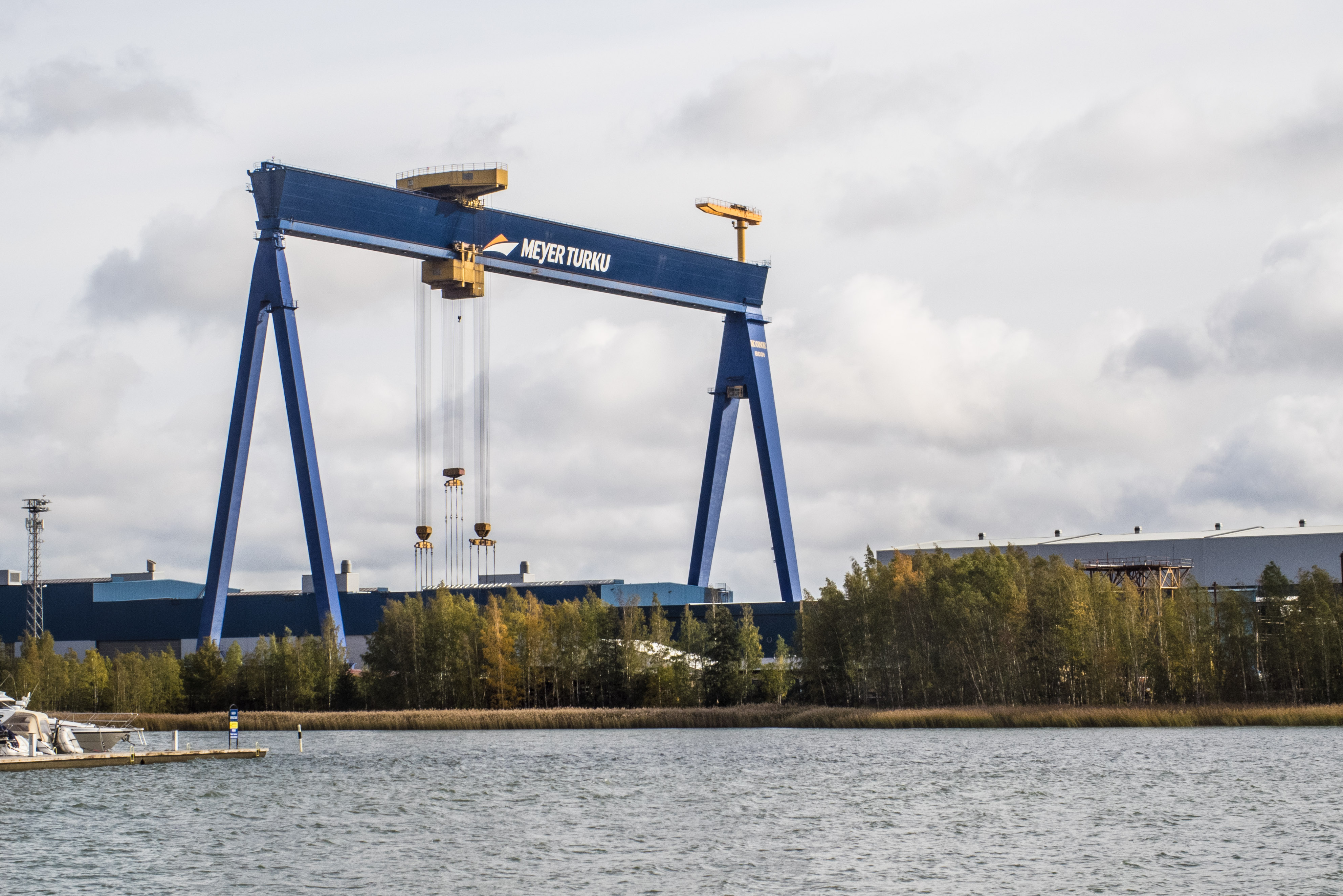
Meyer Werft Åbo, 2018

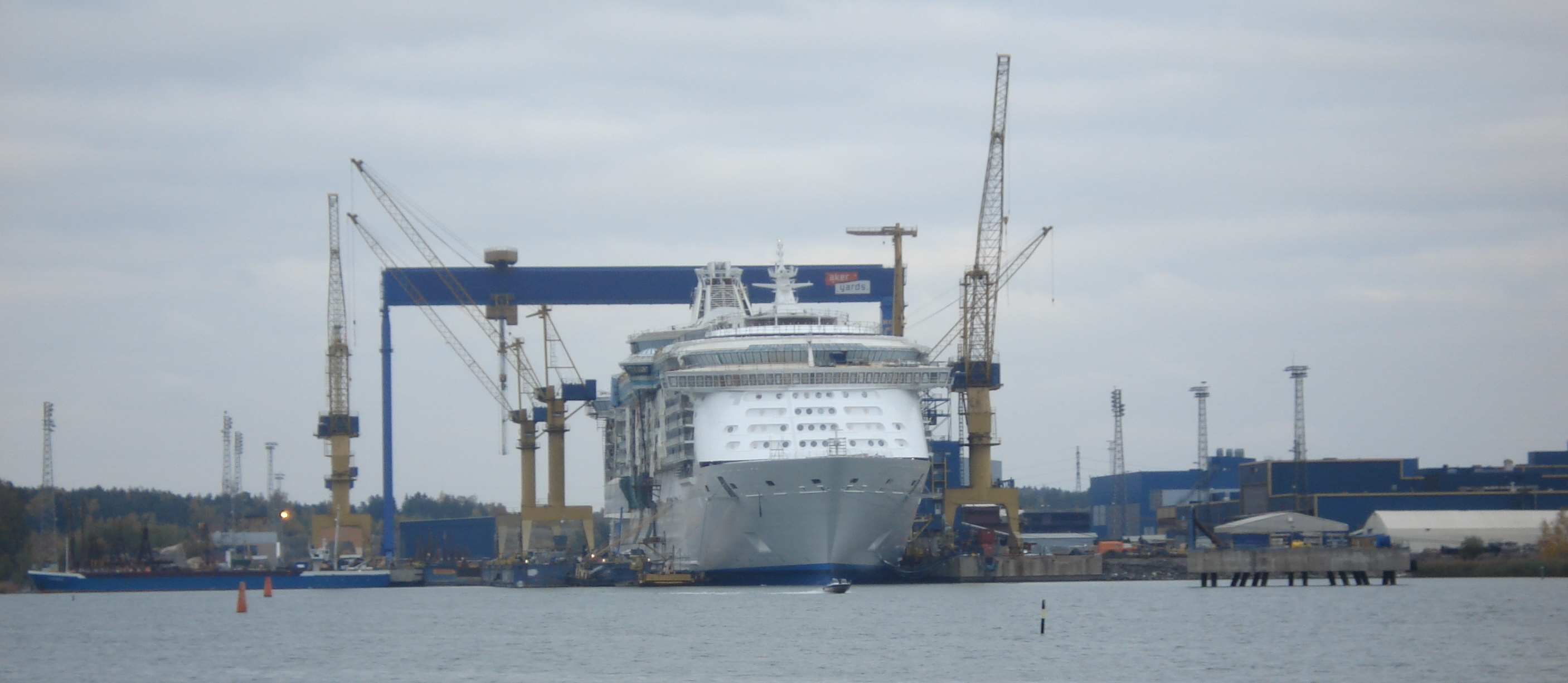
M/S Independence of the Seas i Pernovarvets torrdocka 2007

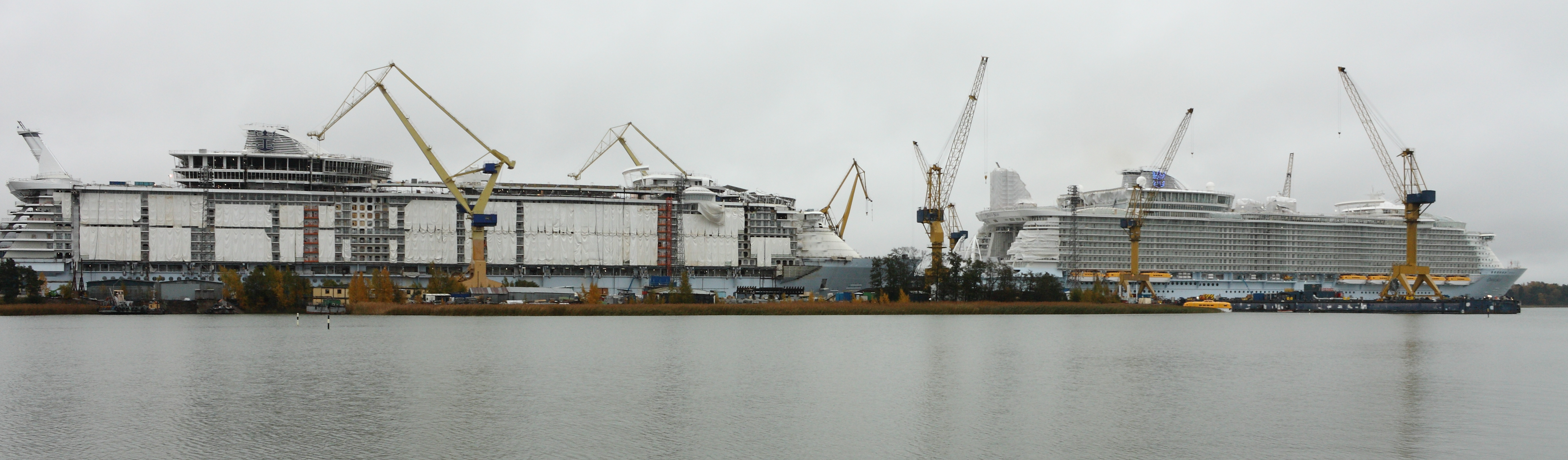
M/S Oasis of the Seas och M/S Allure of the Seas under byggnation 2009 vid Pernovarvet, som då ägdes av STX Finland

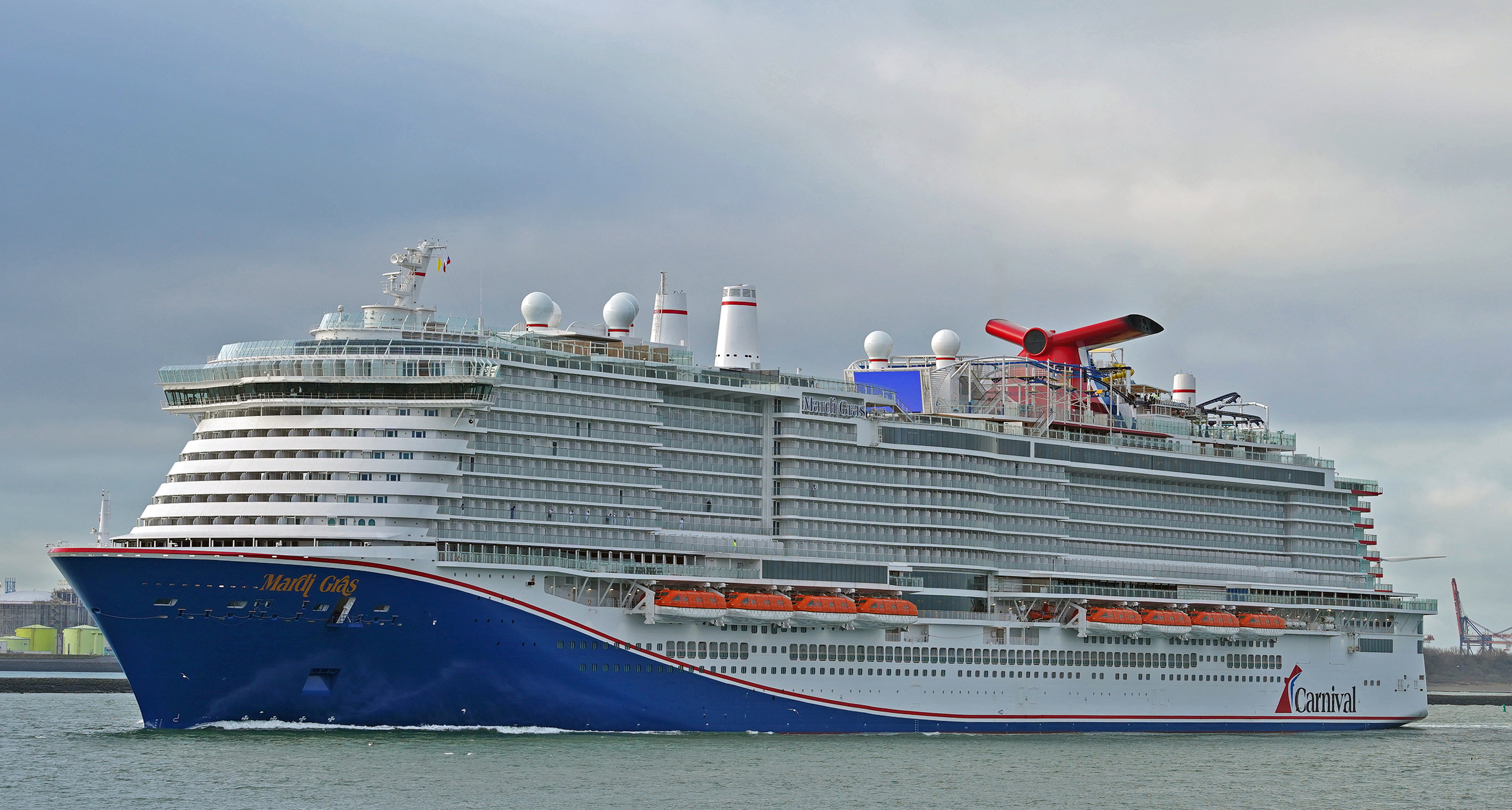
M/S Mardi Gras, levererad 2021

Meyer Werft Turku, tidigare Wärtsilä Marinindustris varv i Perno, är ett finländskt varv i Åbo, som sedan 1989 ägs av tyska Meyer Werft genom dotterbolaget Meyer Turku Oy. Varvet är specialiserat på kryssningsfartyg, stora passagerarfartyg, specialfartyg och offshorefartyg. Varvet har en yta på 144 hektar. Torrdockan är 365 meter lång, 80 meter bred och 10 meter djup. Den har två bockkranar med lyftkapacitet på 600 respektive 1.200 ton.

## Historik

### Anläggningen av Pernovarvet
Wärtsilä hade kommit in i varvsbranschen 1935 med förvärv av Maskin- och brobyggnads Ab, som utöver verkstäder i Sörnäs omfattade de två stora skeppsvarven Crichton-Vulcan i Åbo och Sandvikens Skeppsdocka och Mekaniska Verkstad i Helsingfors.
Wärtsilä började planera en flytt från Aura å i början av 1970-talet, efter det att Chrichton-Vulcans tidigare varvsområden på bägge sidor av Aura å hade blivit för små. År 1974 sålde Åbo stad ett 144 hektar stort markområde och 14 hektar stort vattenområde. Först anlades en torrdocka på 250 x 80 meter, en uppvärmd monteringshall för stålarbeten på 42.000 m2, måleriverkstad samt en administrationsbyggnad. Stålbearbetningshallen var klar i slutet av 1975. Det första tillverkade fartyget, Gas Rising Sun (nybyggnadsnummer 1229) levererades 1978 och varvet var i full produktion 1979. Det gamla varvet inne i Åbo användes dock för utrustningsarbete fram till 1982.

### Omstrukturering av den finländska varvsindustrin
I Pansio i Åbo fanns också varvs- och verkstadsmekanisk industri inom den statliga Valmet-koncernen: Valmet Oy Pansiovarvet och Oy Laivateollisuus Ab. Där byggdes mindre fartyg och långa serier av fraktfartyg till Sovjetunionen, avpassade för det ryska kanalsystemet. I en stor bytesaffär 1987 övergick alla Wärtsiläs och Valmets varv, inklusive de tre i Åbo, till det nybildade, av Wärtsilä majoritetsägda Wärtsilä Marinindustri, medan Wärtsiläs fabriker för cellulosaindustrin överfördes till Valmet.

### Wärtsiläs konkurs
I oktober 1989 gick Wärtsilä Marinindustri i konkurs under dramatiska former. Omedelbart därefter bildades företaget Masa-Yards Oy under ägarskap av finländska staten, Föreningsbanken i Finland och några rederier med kontrakterade kryssningsfartyg i Perno och Helsingfors. Syftet med företaget var att som en övergångslösning under en begränsad period äga det konkursade Wärtsiläs två stora nybyggnadsvarv: Pernovarvet i Åbo och Sandvikenvarvet i Helsingfors.  
År 1991 övertogs Masa-Yards av norska Kvaerner, som döpte om företaget till Kvaerner Masa-Yards.

### Ägarbyten under 2000-talet
År 1991 hade de två varven i Raumo, Hollming Oy och Rauma-Repola fusionerats till det nya Finnyards, som senare köptes av norska Aker och döptes om till Aker Finnyards. I januari 2005 fusionerades Kvaerner Masa-Yards och Aker Finnyards i ett nytt bolag, också med namnet Aker Finnyards Oy, året därpå namnändrat till Aker Yards Oy.
Sydkoreanska STX köpte 2008 Aker Yards med varv i Åbo, Helsingfors och Raumo. Namnet ändrades till STX Finland Oy. STX gjorde stora investeringar före den ekonomiska nedgången 2009, vilket, tillsammans med problem i STX-koncernen i övrigt, ledde till ekonomiska problem för STX europeiska verksamhet, som förutom de finländska varven omfattade varv i bland annat Norge och Frankrike. Av varven i Finland lades 2014 Raumo varv i Raumo ned, det i Perno i Åbo såldes till Meyer Werft, det vid Aura å i Åbo omorganiserades till Åbo Reparationsvarv och det i Sandviken i Helsingfors togs över av nybildade samriskföretaget Arctech Helsinki Shipyard, hälftenägt av vardera STX och ryska United Shipbuilding Corporation.